# ザ・プロミス・リング
ザ・プロミス・リング (The Promise Ring) は、アメリカ・ミルウォーキー出身のエモバンド。次世代のエモバンドの一角として一部の層ではカルト的支持を得た。1995年に結成し、2002年に解散。その後、2005年に一時的に復活。2011年、2015年にも再び再結成を果たしている。これまでに4枚のフルアルバムをリリースしている。

## 略歴
当時キャップン・ジャズのギター・ボーカルを務めていたデイヴィー・フォン・ボーレン(Davey von Bohlen, Gt, Vo)のサイドプロジェクトとして1995年に始動した。結成時のメンバーはボーレンに加え、ジェイソン・グネヴィコウ(Jason Gnewikow, Gt, ex-None Left Standing)、ダン・ディディエ(Dan Didier, Dr)、スコット・ベシュタ(Scott Beschta, Ba)の4人。
同年、初のフルアルバム『30° Everywhere』をリリースする。翌年1997年にも2nd『Nothing Feels Good』 をリリースし、これは大きく評価された。しかし2ndアルバムの発売前にベシュタが脱退し、代替としてティム・バートン(Tim Burton, Ba, ex-None Left Standing)が加入する。また、1stアルバムと2ndアルバムの間には『The Horse Latitudes』という過去の音源を再録した編集盤もリリースされた。1998年には、EP『Boys + Girls』をCDとアナログ盤の両方でリリースする。CD版には追加音源が収録されている。1999年にはポップ路線を推し進めた3rd『Very Emergency』をリリースし、これも大きな成功を収めた。彼らの最後の作品となったのはライアン・ウェーバー(Ryan Weber, Ba)を迎えて製作された2002年の4th『wood/water』であった。本作のリリース後、ザ・プロミス・リングとしての活動はひとまず休止となった。ボーレンとディディエはその後もマリタイムというバンドを結成して活動を続けた。

### 再結成
バンドはその後も幾度か再結成を果たしている。
2005年にシカゴで行われたフラワー15フェスティバルにて再結成ライブを行った。
2009年、アンタイ・レコード公式サイトにて、『It's Not Brain Surgery: The Best Of』というタイトルのコンピレーション盤が発売予定であるという内容の隠しページが発見された。しかしそのページは後に削除され、その名を冠したコンピレーション盤は未だリリースされていない。
2011年、twitter上で再結成をほのめかすツイートが書き込まれ、数日後、翌年2012年にシカゴやミルウォーキーにて再結成ライブを行うことが発表された。これに合わせて、デンジャーバード・レコードより、希少的だった過去の音源も再発された。
また2012年にはバンブーズル・フェスティバルにも出演し、フー・ファイターズやブリンク 182、ジミー・イート・ワールドらと共演した。
同年、ファン・ファン・ファン・フェスティバルへの出演を最後にバンドは再び活動を休止した。
2015年12月31日、シカゴで『Nothing Feels Good』再現ライブを行った。
2016年8月14日、アトランタで行われたレッキングボールフェスティバルに出演した。

## ディスコグラフィー

### アルバム
- 30° Everywhere
(September 9, 1996)
Jade Tree
- Nothing Feels Good
(October 14, 1997)
Jade Tree
- Very Emergency
(September 28, 1999)
Jade Tree
- wood/water
(April 23, 2002)
ANTI

### EP
- Watertown Plank b/w Mineral Point
(May 1995)
Foresight
- Falsetto Keeps
(February 1996)
Jade Tree
- The Horse Latitudes
(February 10, 1997)
Jade Tree
- Boys + Girls
(October 27, 1998)
Jade Tree
- Electric Pink
(May 16, 2000)
Jade Tree

### ミュージック・ビデオ
- Why Did We Ever Meet? (1997)
- Emergency! Emergency! (1999)
- Stop Playing Guitar (2002)

### コンピレーション
"12 Sweaters Red" - Ground Rule Double compilation CD, 2xLP (Divot / Actionboy, 1995)

"Ooh Do I Love You" - Ooh Do I Love You compilation CD, Core for Care, 1996

"Pink Chimneys" - (Don't Forget To) Breathe compilation CD, LP (Crank! 1997)

"Gouge Away" - Where Is My Mind? a tribute to the Pixies CD (Glue Factory, 1999)

"You Are So Unreal" - Metroschifter - Encapulated CD (Doghouse, 2000)

"Why Did Ever We Meet" - Nowcore! The Punk Rock Evolution compilation CD (K-Tel, 1999)

"Holiday Adam" - "A Very Milky Christmas" compilation CD (Milk, 2000)

"Red Paint" - "The Basement Recordings-Live at Cicero's" compilation CD (On the Clock, 1997)

"Easy" - "Location Is Everything Vol. 1" compilation CD (Jade Tree, April 16, 2002)